# Wilchingen
Wilchingen ist eine politische Gemeinde im Schweizer Kanton Schaffhausen. Sie besteht aus den Ortschaften Wilchingen und Osterfingen. Diese bildeten bis 2005 eigene Gemeinden und wurden nach einer Volksabstimmung zusammengeschlossen.

## Geographie
Die Gemeinde liegt im Klettgau in den Hügeln des Südrandens. Das Klima ist ausserordentlich mild mit für diese nördliche Breite überdurchschnittlich vielen Sonnentagen und einer durch die geschützte Lage in Seitentälern des Südrandens bedingte niedrigen Niederschlagsmenge. Eine Besonderheit ist das nach Süden ausgerichtete Wangental, das unter Naturschutz steht und vielen Orchideen einen Lebensraum ermöglicht. Hoch über dem Wangental thront auf einem Felsvorsprung des Rossbergs die mittelalterliche Ruine Radegg.
Südlich verläuft die Grenze zwischen Deutschland und der Schweiz. Gewässer auf Gemeindegebiet sind Seltenbach und Ernstel.

## Geschichte
Auf dem Gemeindegebiet von Wilchingen finden sich verschiedene urgeschichtliche Spuren. Ein keltisches Refugium ist auf dem Dicki nachgewiesen, im Osten vom Hasenberg/Asenberg fortgesetzt. Der Sage nach stammt der Name "Asenberg" von einem dort befindlichen, germanischen Opferplatz. Im Talboden führte eine römische Strasse nach Tenedo (Bad Zurzach) und Reste von Schutzwällen gegen die Germanen wurden gefunden. 
Als Besitz des Klosters Rheinau wurde Wilechinga 1049 erstmals schriftlich erwähnt, die Siedlung wurde jedoch schon früher von einem Alemannen namens Willico mit seiner Sippe gegründet. 1371/1373 gingen die Wilchinger Vogteirechte an das Spital in Schaffhausen über, welches wie ein Kloster, Ländereien und Gutshöfe auf dem Klettgauer Land verwaltete. 1515 wurde nach jahrelangen Zankereien der Wilchinger Kirchgänger, die zuvor in das benachbarte habsburgische Erzingen zur Kirche mussten, eine eigene Pfarrei eingerichtet. Die Reformierte Kirche St. Othmar wurde ebenfalls 1515 auf einem Rebhang oberhalb des Dorfes errichtet und wurde 1588 erweitert. 
Durch die Erzgewinnung und den Weinanbau wurde die Gemeinde recht wohlhabend und die Bevölkerung wuchs kontinuierlich. 1816 wurde das erste Schulhaus eingerichtet und 1845 erweitert. 1863 wurde die Badische Eisenbahn eröffnet, mit der die Gemeinde an das regionale Verkehrsnetz angebunden wurde. 2006 fusionierte die Gemeinde Osterfingen mit Wilchingen.

Grenzwachtmannschaft in Wilchingen, Kompanie III/64, 1914–1918

## Wappen
Blasonierung
In rot aufrechte weisse Pflugschar belegt mit rotem Tatzenkreuz.
Das erste Mal findet sich das Wappen auf einer Wappenscheibe 1569. Es stellt einen Ritter zu Fuss mit Fahne und Schild mit weissem Kreuz dar. Vermutlich handelt es sich dabei um den heiligen Georg oder Mauritius. Bei letzterem könnte es eine Verwechslung mit Hallau sein. Auf jeden Fall muss bei diesem Wappen ein Irrtum vorliegen. Ein zweites Wappen aus dieser Zeit verweist auf den Zusammenhang mit dem Heiliggeistspital in Schaffhausen. Es stellt ein weisses Kreuz in schwarz, also das Spitalwappen in verkehrten Farben, dar. Der älteste Hinweis auf das heutige Wappen findet sich auf einer Wappenscheibe von 1575. Es stellt die aufrechte, silberne Pflugschare, belegt von rotem Kreuz auf rotem Grund dar. 1610 findet sich das erste Siegel von Wilchingen mit eben jenem Symbol. Bis heute findet sich kein anderes Wappen mehr, als diese Pflugschare mit dem Kreuz. Einzige Veränderung stellen Verzierungen (z. B. Lorbeeren oder Reben) dar. Bei der Bereinigung 1950 war die Wahl des Wappens mit den Farben von 1575 kein Diskussionsthema.

## Wirtschaft

### Landwirtschaft
Beide Dörfer haben eine alte Rebbautradition und produzieren Weine mit beachtlicher Qualität. Diverse Keltereien und Weinkeller sind in den Dörfern ansässig und laden alljährlich im Herbst zu traditionellen Weinfesten ein. Der wohl bekannteste Weinkeller ist das Bad Osterfingen an der Strasse nach Jestetten und beherbergt auch ein bekanntes Speiserestaurant. Weiter wird Ackerbau und Forstwirtschaft in den umliegenden Wäldern betrieben.

### Verkehr
Auf dem Gebiet der Gemeinde Wilchingen in Richtung der Nachbargemeinde Hallau befindet sich der Regionalbahnhof Wilchingen-Hallau der Deutschen Bahn auf der Linie Schaffhausen–Waldshut. Er liegt rund zwei Kilometer ausserhalb des Dorfkerns beim Weiler Unterneuhaus. Von hier aus verkehren halbstündlich Züge in beide Richtungen. Die Züge wurden abwechselnd von der Deutschen Bahn sowie von der SBB GmbH betrieben bis Dezember 2017. Seit Ende 2017 wird die Linie alleinig von der SBB betrieben. Osterfingen und das Nachbardorf Hallau sind durch die Schaffhauser Bus Firma "SchaffhausenBus" angeschlossen.
Trotz der Anbindung an den öffentlichen Verkehr gilt die Gemeinde als verkehrstechnisch abgelegen, weil der Bahnhof ausserhalb des Zentrums liegt. Die wichtige Verbindungsstrasse nach Jestetten (Deutschland), die den direkten Weg nach Bülach und Zürich darstellt, ist bis heute nicht mit öffentlichen Verkehrsmitteln erschlossen.

## Bilder

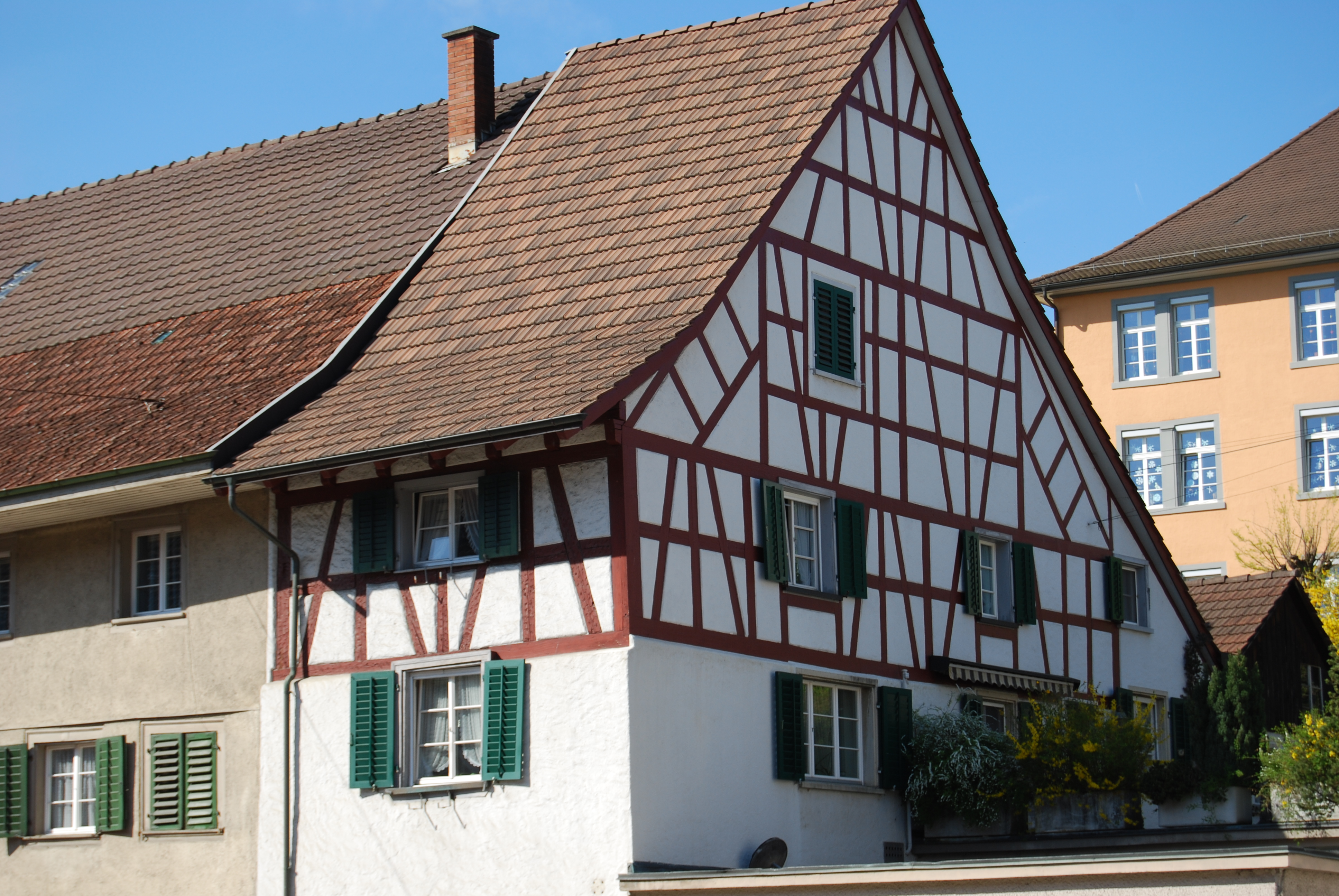
Fachwerkhaus in Wilchingen
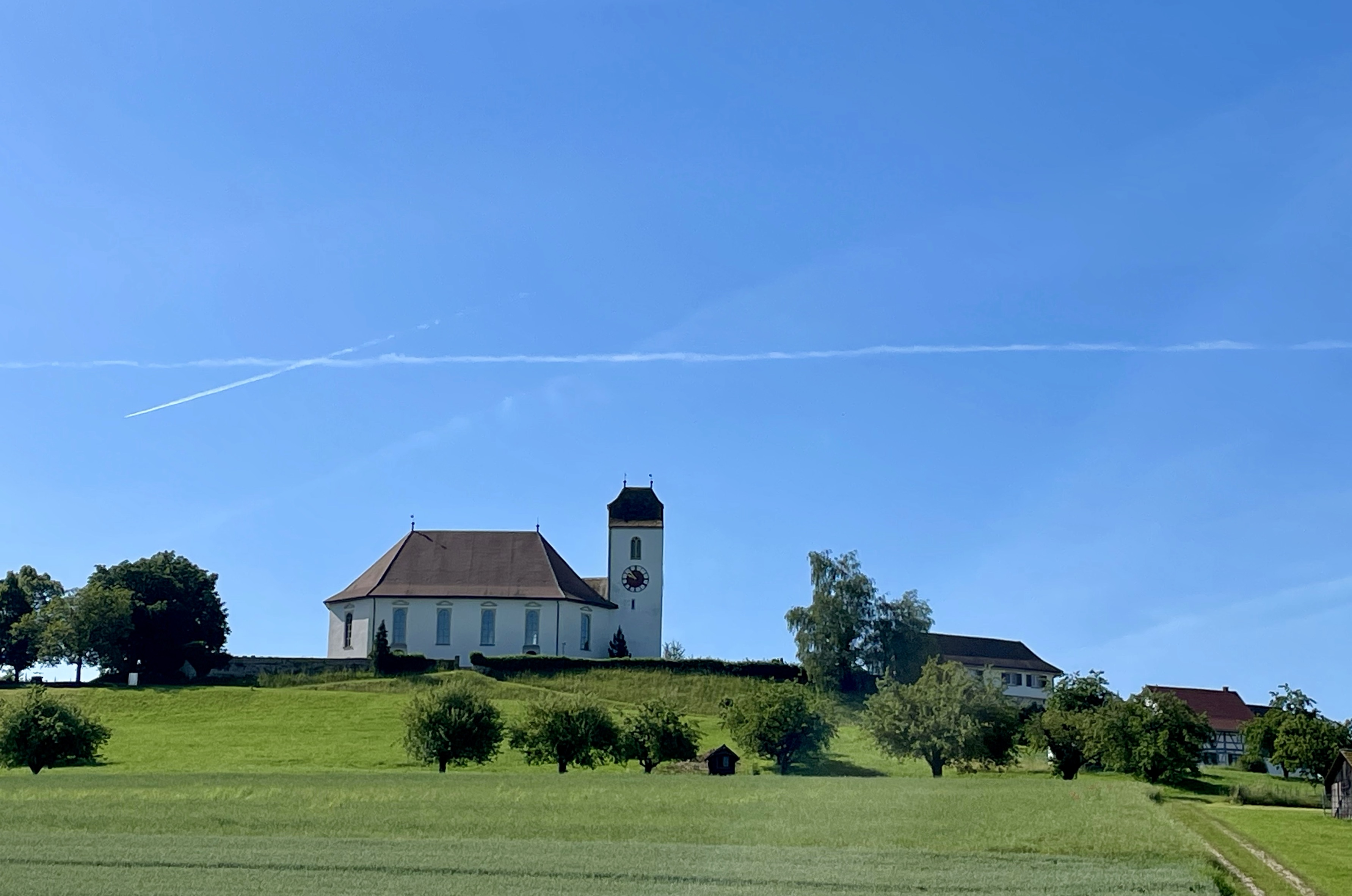
Kirche St. Othmar
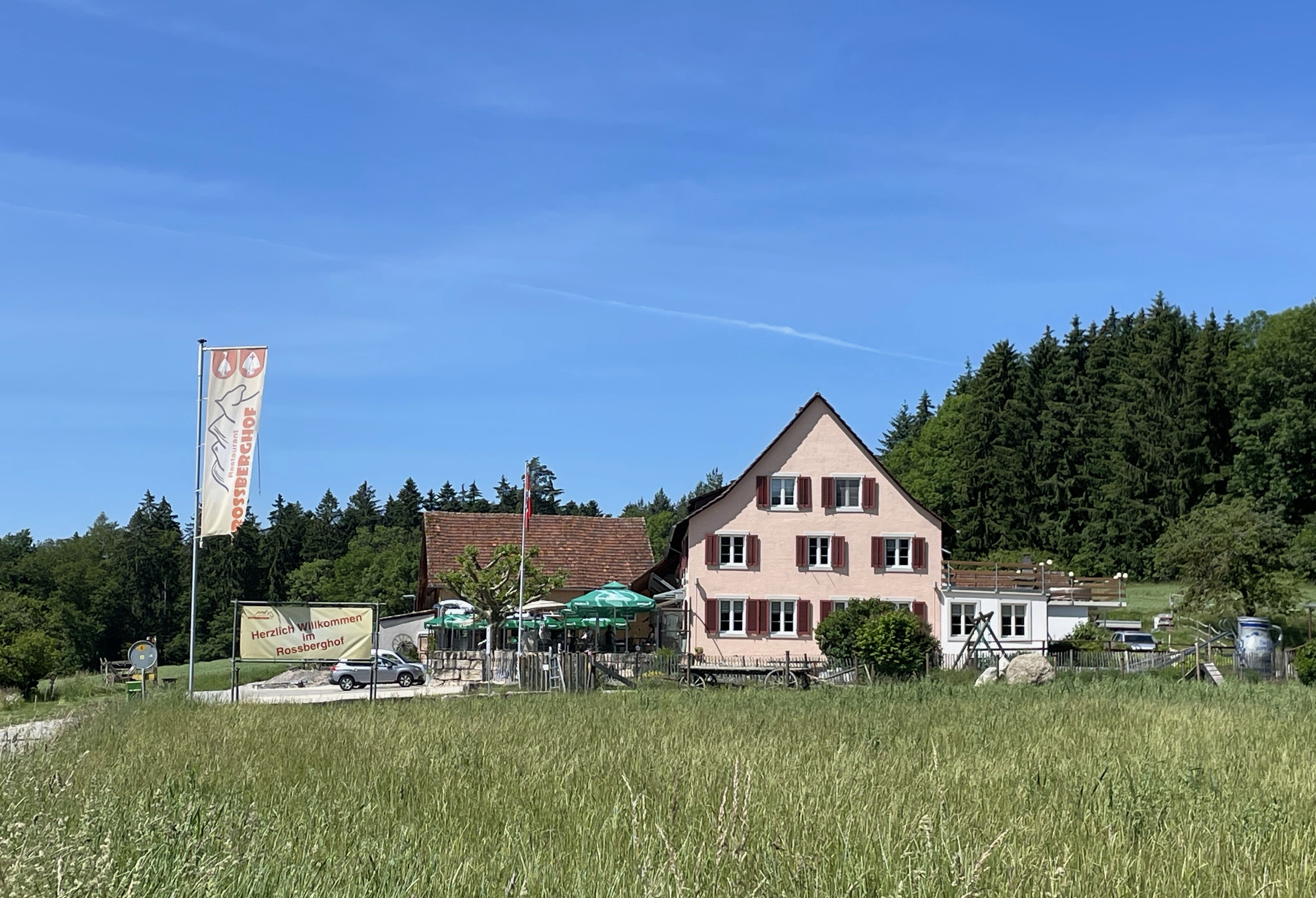
Restaurant Rossberghof
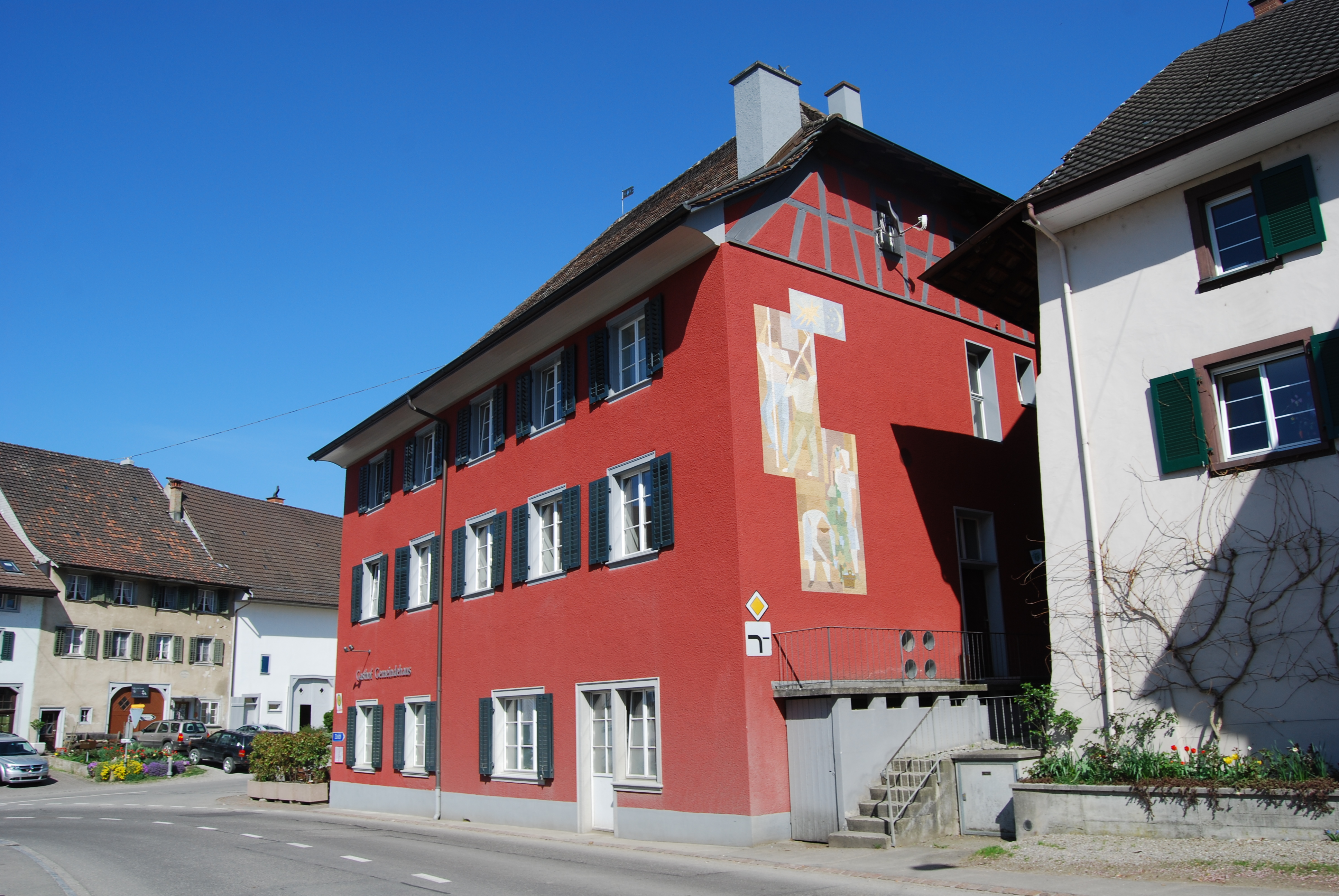
Gasthaus Gemeindehaus im Zentrum von Wilchingen
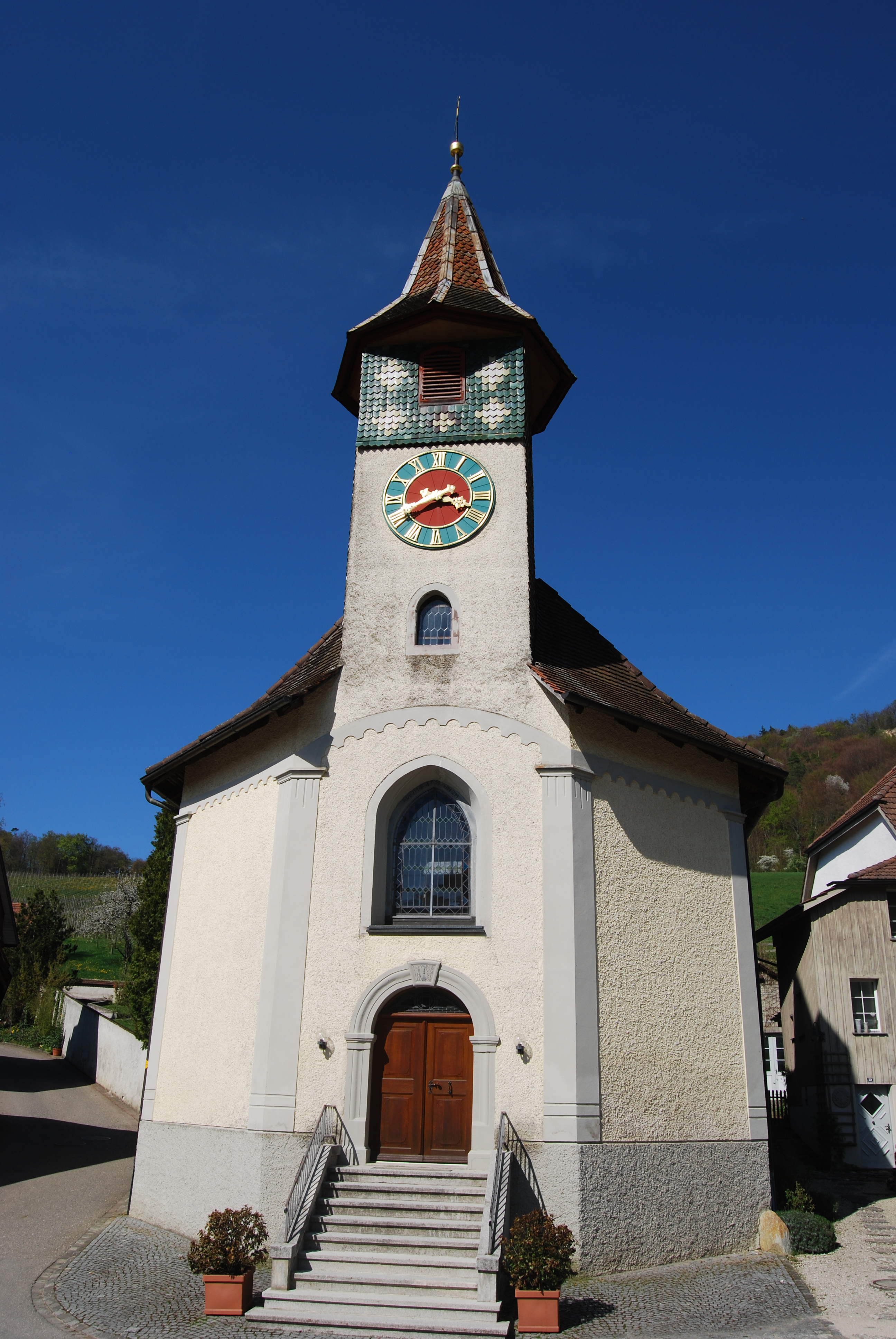
Kirche St. Jakob in Osterfingen
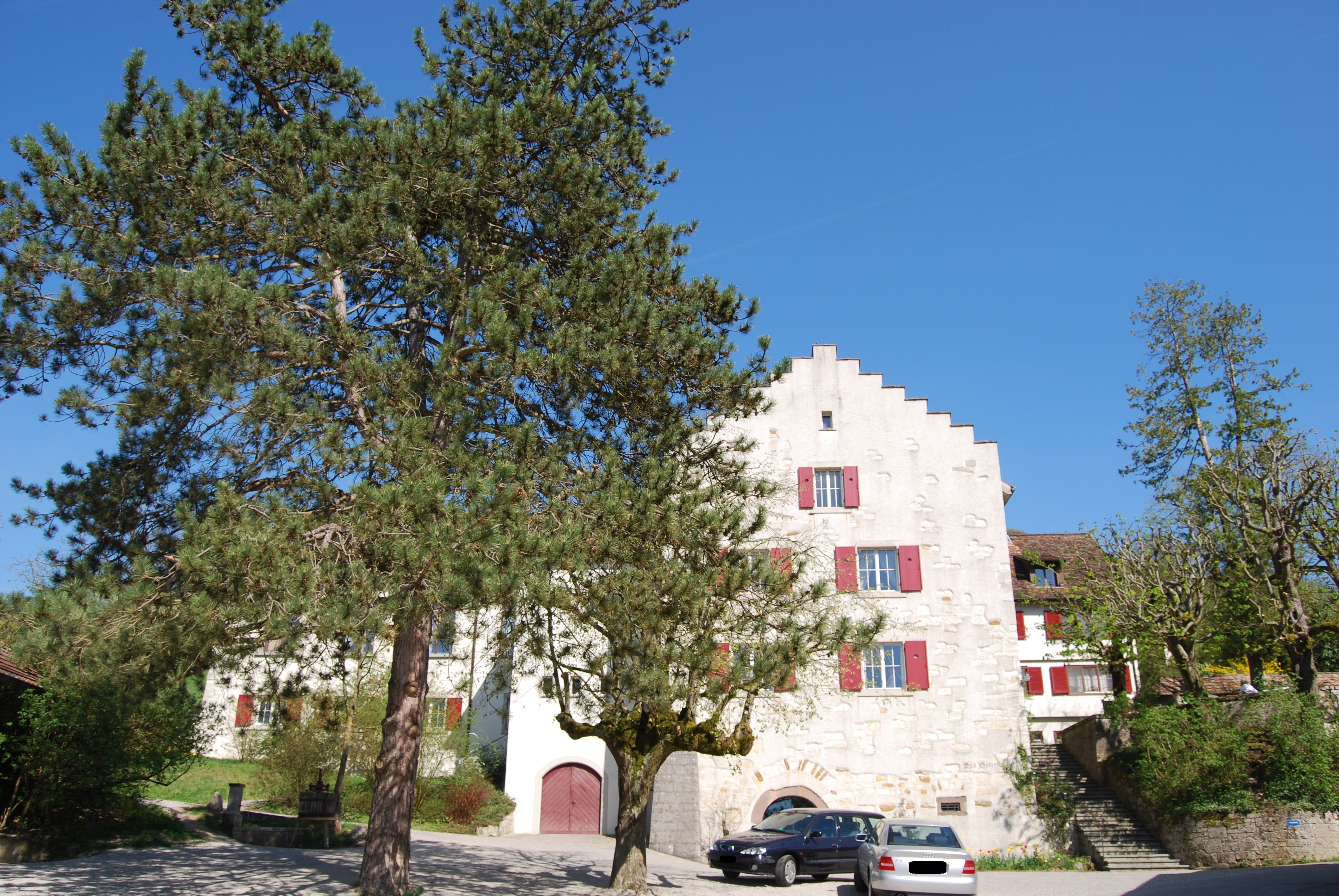
Gasthaus Bad Osterfingen

## Persönlichkeiten
- Ferdinand Vetter (1847–1924), Germanist
- Bertha Hallauer (1863–1939), Dichterin und Autorin
- Albert Bächtold (1891–1981), Mundartschriftsteller
- Alfred Bollinger (1896–1992), Journalist und Politiker
- Ruth Blum (1913–1975), Autorin und Lehrerin
- Hans Ritzmann (* 1933), ehem. Kantonsrichter, Winzer, Dichter, Mundartautor
- Céline Hales (* 1989), Sängerin
- Lisa Stoll (* 1996), Alphornsolistin